# クラウディオ・プエレス
クラウディオ・プエレス（Claudio Puelles、1996年4月21日 - ）は、ペルーの男性総合格闘家。リマ郡リマ出身。ピットブル・マーシャルアーツ・センター/サンフォードMMA所属。

## 来歴

### The Ultimate Fighter
2016年5月、リアリティ番組「The Ultimate Fighter: Latin America 3」に参加し、チャック・リデル率いるチーム・リデルに所属。ライト級トーナメント1回戦でホセ・デビッド・フローレスと対戦し、1RTKO勝ち。準々決勝でパブロ・サボリと対戦し、膝十字固めで1R一本勝ち。準決勝でマルセロ・ロホと対戦し、3-0の判定勝ち。

### UFC
2016年11月5日、UFC Fight Night: dos Anjos vs. Fergusonのライト級トーナメント決勝でマルティン・ブラボーと対戦し、パウンドで2RTKO負け。
2018年5月19日、UFC Fight Night: Maia vs. Usmanでフェリペ・シウバと対戦。試合全体を通して劣勢に立たされるも、3Rに膝十字固めで逆転の一本勝ち。パフォーマンス・オブ・ザ・ナイトを受賞した。
2022年4月23日、UFC Fight Night: Lemos vs. Andradeでクレイ・グイダと対戦し、膝十字固めで1R一本勝ち。パフォーマンス・オブ・ザ・ナイトを受賞し、5連勝を飾った。
2022年11月12日、UFC 281でライト級ランキング12位のダン・フッカーと対戦し、ボディへの右前蹴りで2RTKO負け。

## 戦績
| 総合格闘技 戦績 | 総合格闘技 戦績 | 総合格闘技 戦績 | 総合格闘技 戦績 | 総合格闘技 戦績 | 総合格闘技 戦績 | 総合格闘技 戦績 |
| --------------- | --------------- | --------------- | --------------- | --------------- | --------------- | --------------- |
| 16 試合         | (T)KO           | 一本            | 判定            | その他          | 引き分け        | 無効試合        |
| 12 勝           | 2               | 7               | 3               | 0               | 0               | 0               |
| 4 敗            | 2               | 0               | 2               | 0               | 0               | 0               |

| 勝敗 | 対戦相手                       | 試合結果                          | 大会名                                                               | 開催年月日     |
| ×    | ファレス・ジアム               | 5分3R終了 判定1-2                 | UFC Fight Night: Moreno vs. Royval 2                                 | 2024年2月24日  |
| ×    | ダン・フッカー                 | 2R 4:06 TKO（ボディへの右前蹴り） | UFC 281: Adesanya vs. Pereira                                        | 2022年11月12日 |
| ○    | クレイ・グイダ                 | 1R 3:01 膝十字固め                | UFC Fight Night: Lemos vs. Andrade                                   | 2022年4月23日  |
| ○    | クリス・グレッツェマーカー     | 3R 3:25 膝十字固め                | UFC on ESPN 31: Font vs. Aldo                                        | 2021年12月4日  |
| ○    | ジョーダン・レビット           | 5分3R終了 判定3-0                 | UFC Fight Night: Rozenstruik vs. Sakai                               | 2021年6月5日   |
| ○    | マルコス・マリアノ             | 5分3R終了 判定3-0                 | UFC Fight Night: Rodríguez vs. Stephens                              | 2019年9月21日  |
| ○    | フェリペ・シウバ               | 3R 2:23 膝十字固め                | UFC Fight Night: Maia vs. Usman                                      | 2018年5月19日  |
| ×    | マルティン・ブラボー           | 2R 1:55 TKO（パウンド）           | UFC Fight Night: dos Anjos vs. Ferguson 【ライト級トーナメント決勝】 | 2016年11月5日  |
| ○    | アルバロ・スガスティ           | 1R 1:24 KO（ハイキック）          | 300 Sparta 6                                                         | 2015年4月18日  |
| ○    | エジマル・マルチンス・ハヨル   | 1R 2:36 膝十字固め                | Inka FC: Inka Warriors 2                                             | 2014年10月25日 |
| ×    | デビッド・キューバス           | 5分3R終了 判定0-3                 | Inka FC: Inka Warriors 1                                             | 2014年2月16日  |
| ○    | ランデル・ドゥアルテ・アウベス | 5分3R終了 判定3-0                 | Inka FC 25                                                           | 2014年4月16日  |
| ○    | ガイル・カルヴェテ             | 2R リアネイキドチョーク           | 300 Sparta 5                                                         | 2014年2月16日  |
| ○    | マヌエル・メザ                 | 3R 0:00 TKO（カット）             | 300 Sparta 4                                                         | 2013年10月10日 |
| ○    | レンゾ・メンデス               | 2R 0:00 肩固め                    | Inka FC 23                                                           | 2013年8月24日  |
| ○    | アンヘル・アルバレス           | 3R 腕ひしぎ十字固め               | 300 Sparta 2                                                         | 2013年7月17日  |

## 表彰
- UFC パフォーマンス・オブ・ザ・ナイト（2回）